# Хомосасса (Флорида)
Хомосасса (англ. Homosassa) — статистически обособленная местность, расположенная в округе Ситрус, штат Флорида, США, с населением в 2294 человека по статистическим данным переписи 2000 года.

## География
По данным Бюро переписи населения США статистически обособленная местность Омосасса имеет общую площадь в 21,5 квадратных километров, из которых 20,46 кв. километров занимает земля и 1,04 кв. километров — вода. Площадь водных ресурсов округа составляет 4,84 % от всей его площади.
Статистически обособленная местность Омосасса расположена на высоте уровня моря.

## Демография
По данным переписи населения 2000 года в Омосассe проживало 2294 человека, 771 семья, насчитывалось 1128 домашних хозяйств и 1602 жилых дома. Средняя плотность населения составляла около 106,7 человека на один квадратный километр. Расовый состав населённого пункта распределился следующим образом: 98,65 % белых, 0,04 % — чёрных или афроамериканцев, 0,35 % — коренных американцев, 0,04 % — азиатов, 0,87 % — представителей смешанных рас, 0,04 % — других народностей. Испаноговорящие составили 1,05 % от всех жителей статистически обособленной местности.
Из 1128 домашних хозяйств в 12,0 % воспитывали детей в возрасте до 18 лет, 61,8 % представляли собой совместно проживающие супружеские пары, в 3,5 % семей женщины проживали без мужей, 31,6 % не имели семей. 27,0 % от общего числа семей на момент переписи жили самостоятельно, при этом 15,3 % составили одинокие пожилые люди в возрасте 65 лет и старше. Средний размер домашнего хозяйства составил 2,02 человек, а средний размер семьи — 2,38 человек.
Население статистически обособленной местности по возрастному диапазону по данным переписи 2000 года распределилось следующим образом: 10,6 % — жители младше 18 лет, 3,3 % — между 18 и 24 годами, 15,5 % — от 25 до 44 лет, 35,4 % — от 45 до 64 лет и 35,1 % — в возрасте 65 лет и старше. Средний возраст жителей составил 58 лет. На каждые 100 женщин в Омосассe приходилось 100,2 мужчин, при этом на каждые сто женщин 18 лет и старше приходилось 100,0 мужчин также старше 18 лет.
Средний доход на одно домашнее хозяйство статистически обособленной местности составил 38 696 долларов США, а средний доход на одну семью — 41 513 долларов. При этом мужчины имели средний доход в 29 044 доллара США в год против 21 755 долларов среднегодового дохода у женщин. Доход на душу населения статистически обособленной местности составил 21 135 долларов в год. 10,5 % от всего числа семей в населённом пункте и 10,8 % от всей численности населения находилось на момент переписи населения за чертой бедности, при этом 17,3 % из них были моложе 18 лет и 6,2 % — в возрасте 65 лет и старше.